# 211
| [ Edytuj tabelę ] |                                                               |
| Cesarz Chin       | - 189 Han Xiandi 220                                          |
| Władca Korei      | - 197 Sansang 227                                             |
| Papież            | - 199 Zefiryn 217                                             |
| Król Partów       | - 208 Wologazes VI 228                                        |
| Cesarz Rzymu      | - 193 Septymiusz Sewer 211 - 211 Geta 212 - 211 Karakalla 217 |

Rok 211 / CCXI
stulecia: II wiek ~
III wiek ~
IV wiek

lata: 201 «
206 «
207 «
208 «
209 «
210 «
211
» 212
» 213
» 214
» 215
» 216
» 221

## Wydarzenia
- 4 lutego – Septymiusz Sewer zmarł w Eboracum podczas wyprawy do Brytanii. Cesarzami rzymskimi zostali wspólnie jego dwaj synowie Geta i Karakalla.

## Zmarli
- 4 lutego – Septymiusz Sewer, cesarz rzymski (ur. 146).
- Marek I, biskup Bizancjum.
- Plautylla, żona Karakalli.
- Sauromates II, król Bosporu.
- Serapion, patriarcha Antiochii.